# Kathrin Stirnemann
Kathrin Stirnemann (ur. 22 października 1989 w Gränichen) – szwajcarska kolarka górska i szosowa, czterokrotna medalistka mistrzostw świata i wielokrotna medalistka mistrzostw Europy MTB, a także zdobywczyni Pucharu Świata MTB.

## Kariera
Pierwszy międzynarodowy sukces w karierze Kathrin Stirnemann osiągnęła w 2007 roku, kiedy zdobyła złoty medal wśród juniorek na mistrzostwach Europy w kolarstwie górskim w Kapadocji. Na rozgrywanych trzy lata później mistrzostwach Europy w Hajfie była druga w kategorii U-23, przegrywając tylko ze Szwedką Alexandrą Engen. W kategorii elite pierwsze trofeum zdobyła w 2013 roku, kiedy podczas ME w Bernie była druga w eliminatorze, ulegając jedynie Jenny Rissveds ze Szwecji. Ponadto 17 maja 2013 roku w niemieckim Albstadt po raz pierwszy w karierze stanęła na podium zawodów Pucharu Świata w kolarstwie górskim. W eliminatorze była tam druga za Engen. Nieco ponad dwa miesiące później, 27 lipca w Vallnord odniosła swoje pierwsze pucharowe zwycięstwo, wyprzedzając Engen i Rissveds. Nie brała udziału w igrzyskach olimpijskich. W sezonie 2013 zajęła drugie miejsce w klasyfikacji końcowej Pucharu Świata w eliminatorze, przegrywając tylko z Engen, a wyprzedzając Rissveds. Rok później zdobyła złoty medal na mistrzostwach Europy w St. Wendel oraz zwyciężyła w klasyfikacji końcowej PŚ. We wrześniu 2014 roku zdobyła złoty medal w eliminatorze podczas mistrzostw świata MTB w Lillehammer.